# قطعه‌بندی (روان‌شناسی)

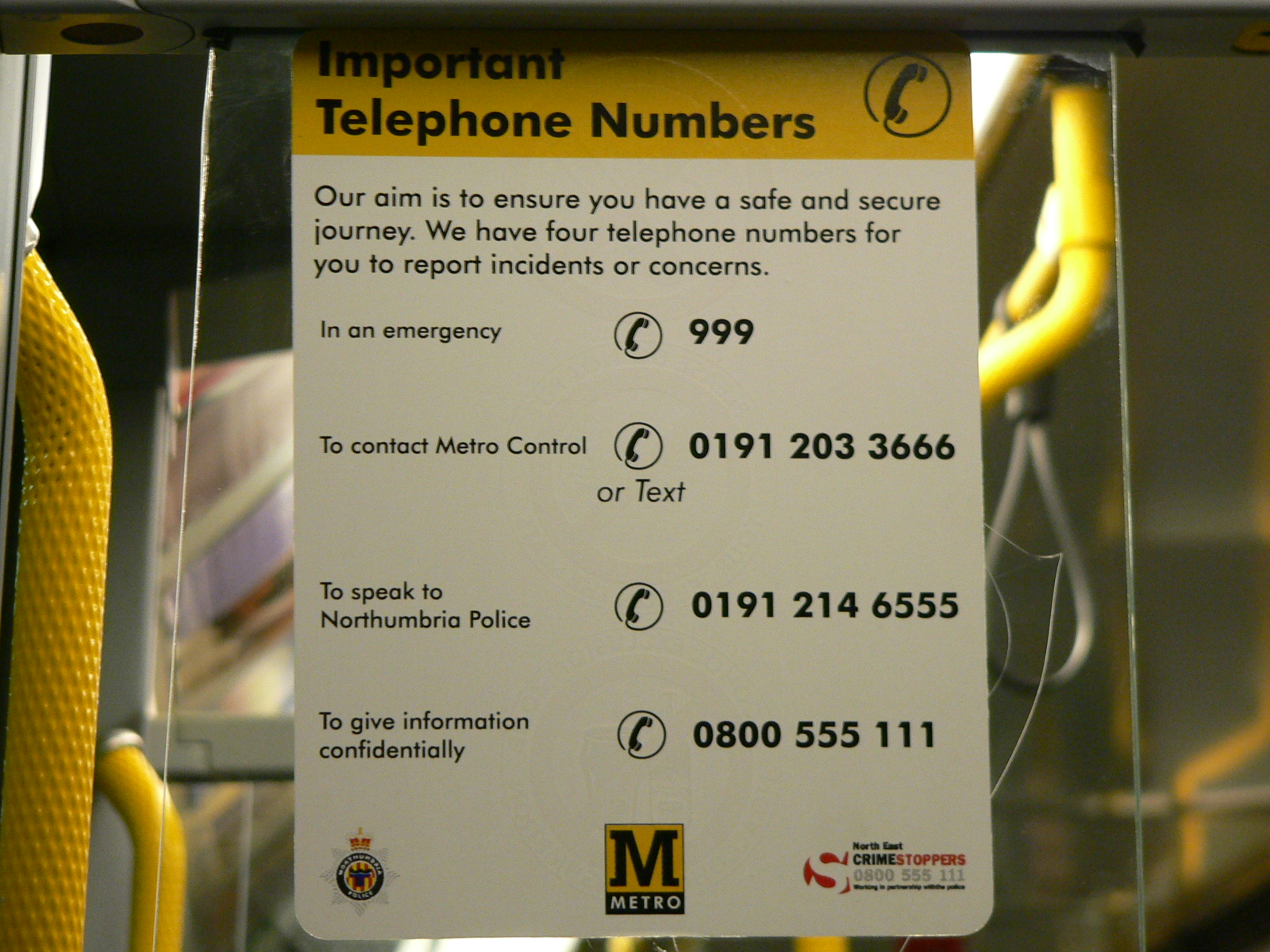
تلفن های مهم در روی دیواره شیشه ای متروی کشور پادشاهی نورثامبریا

قطعه‌بندی(chunking) اصطلاحی در روان‌شناسی است و به فرایند گردآوری و ساماندهی اطلاعات جزئی نامرتبط از نظر شناختی، در مجموعه‌ای هماهنگ گفته می‌شود. ذهن انسان ظرفیت محدودی از حافظهٔ کوتاه‌مدت دارد. جرج آرمیتیج میلر این مفهوم را به عنوان توصیفی برای این واقعیت بیان کرد که انسان‌ها برای به خاطر سپردن واحدهای اطلاعاتی کوچک (مانند واژه‌ها) می‌توانند آن‌ها را به واحدهای اطلاعاتی بزرگتر (مانند عبارت‌ها یا جمله‌ها یا حتی یک داستان) تبدیل کنند. هر قطعه از این داده‌ها مجموعه‌ای از عناصر است که ارتباط نزدیکی به هم دارند، اما با عناصر قطعه‌های دیگر ارتباطشان ضعیف است. این پدیده کمک می‌کند که انسان بتواند حجم بیشتری از داده‌ها را در خود نگه دارد؛ برای مثال اگر ذهن یک فرد قادر باشد بین ۵ تا ۸ واژه را در حافظهٔ کوتاه‌مدت خود ذخیره کند، با استفاده از قطعه‌بندی و آرایش واژه‌ها به صورت جمله‌های معنادار می‌تواند گسترهٔ حافظه را تا ۲۰ واژه گسترش دهد.
قطعه‌بندی کمک می‌کند انسان بتواند با وجود ظرفیت محدود حافظهٔ کوتاه‌مدتش، حجم بزرگی از اطلاعات را در آن ذخیره کند. انسان‌ها در فعالیت‌های روزمرهٔ خود بسیار از این قابلیت استفاده می‌کنند، مانند برخورد با حروف یک کلمه به عنوان یک واژه یا در نظر گرفتن شماره‌های تکراری ابتدای شماره‌های یک مرکز تلفن به صورت یک قطعه.